# 加爾巴泰拉站
加爾巴泰拉站（義大利語：Garbatella）是羅馬地鐵的一個車站。加爾巴泰拉站開通於1990年，是羅馬地鐵B線的車站。距離車站200米處有舊的義大利鐵路加爾巴泰拉站。

## 外部連結
维基共享资源上的相關多媒體資源：加爾巴泰拉站
- http://www.atac.roma.it/index.asp?p=1&i=56&o=0&a=4&tpg=9&NUM=MBA&st=90034（页面存档备份，存于）